# Вівчарик чорноголовий
Вівча́рик чорноголовий (Phylloscopus herberti) — вид горобцеподібних птахів родини вівчарикових (Phylloscopidae). Мешкає в Західній Африці.

## Підвиди
Виділяють два підвиди:
- P. h. herberti (Alexander, 1903) — острів Біоко;
- P. h. camerunensis (Alexander, 1909) — південно-західна Нігерія і західний Камерун.

## Поширення і екологія
Чорноголові вівчарики живуть в гірських тропічних лісах Камерунської лінії, зокрема на острові Біоко.